# Jakowlew I-28
Jakowlew I-28 (russisch Яковлев И-28) war die Prototypenbezeichnung eines sowjetischen Jagdflugzeugs der 1940er Jahre. Als Serienbezeichnung war das Kürzel Jak-5 vorgesehen.

## Entwicklung
Parallel zur Erprobung der Jak-1 begannen 1940 im OKB Jakowlew die Projektierungsarbeiten für einen Höhenjäger, der in 8.000 bis 10.000 Metern operieren sollte. Er stand somit in direkter Konkurrenz zu der zeitgleich in der Entwicklungsphase befindlichen I-200 von Mikojan-Gurewitsch. Als Antrieb wurde der von Wladimir Klimow entwickelte V-Motor M-105P ausgewählt. Damit dieser die nötige Höhenleistung erbringen konnte, wurde er mit dem zweistufigen Abgasturbolader Je-100 von W. A. Doleschal ausgestattet. Die wesentlichen Baugruppen stammten von einer Jak-1 der 28. Serie, weshalb als Kürzel I-28 (I für Istrebitel/Истреби́тель, Jagdflugzeug) gewählt wurde, obwohl diese Bezeichnung bereits an ein anderes Jägerprojekt vergeben worden war. Die Bewaffnung bestand aus einer SchWAK-Maschinenkanone und zwei SchKAS-Maschinengewehren.
Die Bauphase begann Mitte 1940 und gegen Jahresende absolvierte der Prototyp den Erstflug. Zwar erreichte die I-28 während der Tests in 10.000 Metern Höhe eine Geschwindigkeit von 665 km/h und auch der Motor brachte in den unterschiedlichen Höhenlagen eine konstantere Leistung als der in der MiG-1 verwendete M-35A, doch erwies er sich für die im Gegensatz zur Jak-1 um rund 100 kg schwerere I-28 als zu schwach. Zudem bereitete der nicht zuverlässig arbeitende Lader fortlaufend Probleme. Zwar wurde die Erprobung auch nach Kriegsbeginn noch bis 1942 fortgesetzt, aber schließlich doch beendet, da im weiteren Verlauf der Luftkämpfe die Einsicht reifte, dass gegen die in mittleren Höhen operierenden deutschen Flugzeuge ein Höhenjäger nicht benötigt wurde.
Die durch die nicht angelaufene Produktion wieder freigewordene Bezeichnung Jak-5 wurde 1944 für eine einsitzige Weiterentwicklung der UT-2 erneut vergeben, die aber ebenfalls nicht die Serienreife erreichte.

## Technische Daten
| Kenngröße             | Daten                                                     |
| --------------------- | --------------------------------------------------------- |
| Besatzung             | 1                                                         |
| Spannweite            | 9,74 m                                                    |
| Länge                 | 8,48 m                                                    |
| Höhe                  | 2,42 m                                                    |
| Flügelfläche          | 17,15 m²                                                  |
| Flügelstreckung       | 5,5                                                       |
| Leermasse             | 2.450 kg                                                  |
| Startmasse            | 2.928 kg                                                  |
| Antrieb               | ein Zwölfzylinder-V-Motor Klimow M-105PD                  |
| Leistung              | 1.160 PS (853 kW)                                         |
| Höchstgeschwindigkeit | 650 km/h in 9.000 m Höhe 665 km/h in 10.000 m Höhe        |
| Gipfelhöhe            | 12.000 m                                                  |
| Reichweite            | 820 km                                                    |
| Bewaffnung            | eine starre 20-mm-MK SchWAK zwei starre 7,62-mm-MG SchKAS |